# Edmond Jamois
Edmond Jamois, né le 3 avril 1876 à Lille et mort le 8 février 1975 à Villeneuve-lès-Avignon, est un peintre français.

## Biographie
Edmond Victor Jamois est le fils d'Auguste Jamois, peintre en bâtiments et de Louise Marie Célestine.
Élève de Pharaon de Winter et de Jean-Paul Sinibaldi, il expose au Salon à partir de 1905.
Médaille de troisième classe en 1907, il obtient en 1921 une médaille d'or.
Il peint les Flandres en général et Lille en particulier, à de nombreuses reprises
En 1934, il épouse Charlotte Recha Bud, décoratrice.
Il meurt à Villeneuve-lès-Avignon, à l'âge de 98 ans.